# Cotxa fumada
La cotxa fumada o calderer (Phoenicurus ochruros) és una espècie d'ocell de la família dels muscicàpids (Muscicapidae)  que cria a l'Europa Central i meridional. El seu estat de conservació es considera de risc mínim.

## Descripció
Mesura 15 cm. Té bec curt i unes taques alars blanques. En el mascle s'aprecia un contrast entre el carpó i la cua vermells i la resta del cos fosca, que a l'hivern s'aclareix una mica. La femella és, en general, de color clar.
Menja principalment insectes, aràcnids i baies.

## Hàbitat i distribució
Les poblacions septentrionals d'aquest ocell hivernen a l'Àfrica del Nord i al sud d'Europa.
Als Països Catalans a l'estiu viu sobretot a les roques dels cims del Pirineu, però també s'ha anat adaptant a les construccions enrunades o abandonades situades en llocs diversos (fins i tot, a Barcelona ciutat, on ha criat a Montjuïc i el parc de la Creueta del Coll), i se'l pot veure en molts llocs del País Valencià i Catalunya. Tots aquests llocs són susceptibles de ser emprats com a talaia per cantar i com a emplaçament del seu niu.
En migració o a l'hivern es troba en qualsevol indret rocallós. Als Països Catalans, a les poblacions sedentàries s'hi afegeixen els migrants transpirinencs i es pot trobar a tot el territori, incloent les Balears, i a Catalunya la màxima abundància es desplaça del Pirineu a les comarques costaneres.
Construeix un niu amb herbes, molsa i arrels, on la femella covarà 4 o 6 ous durant l'abril-juliol. Ho farà durant 12-13 dies, al terme dels quals naixeran els pollets, que deixaran el niu als 18-19 dies, després d'ésser alimentats per ambdós pares. A voltes fan dues cries.
- Cant

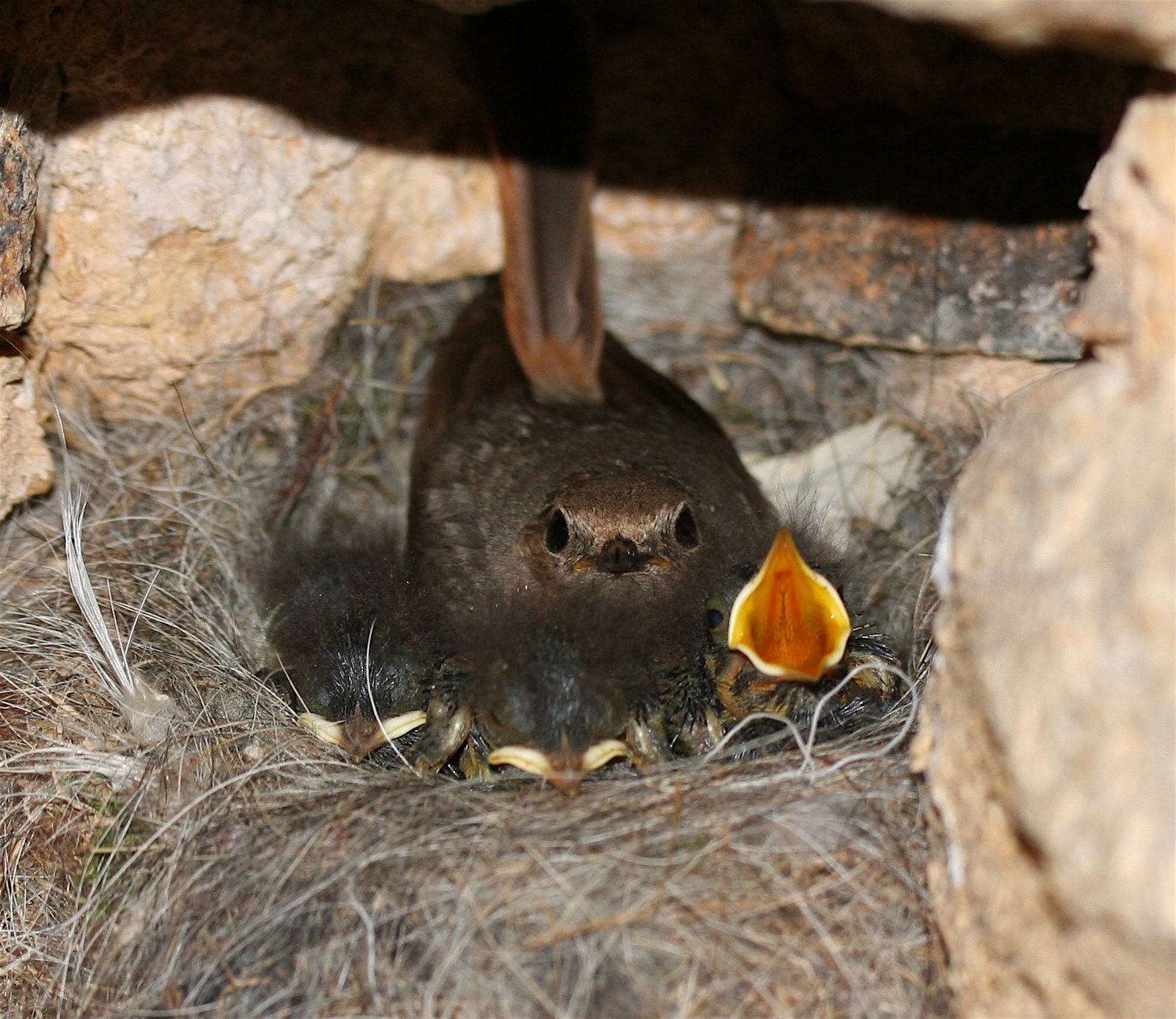
Una femella al niu amb els seus pollets fotografiada a França
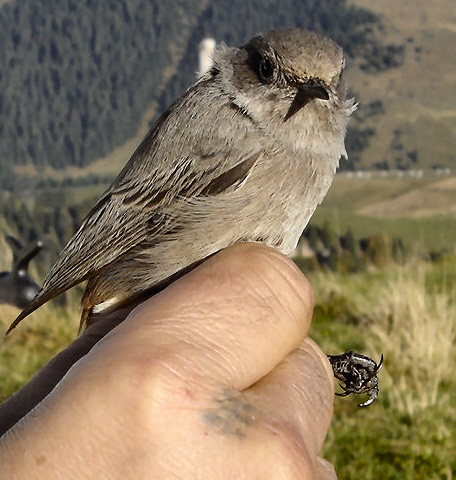
Femella de cotxa fumada fotografiada al nord d'Itàlia
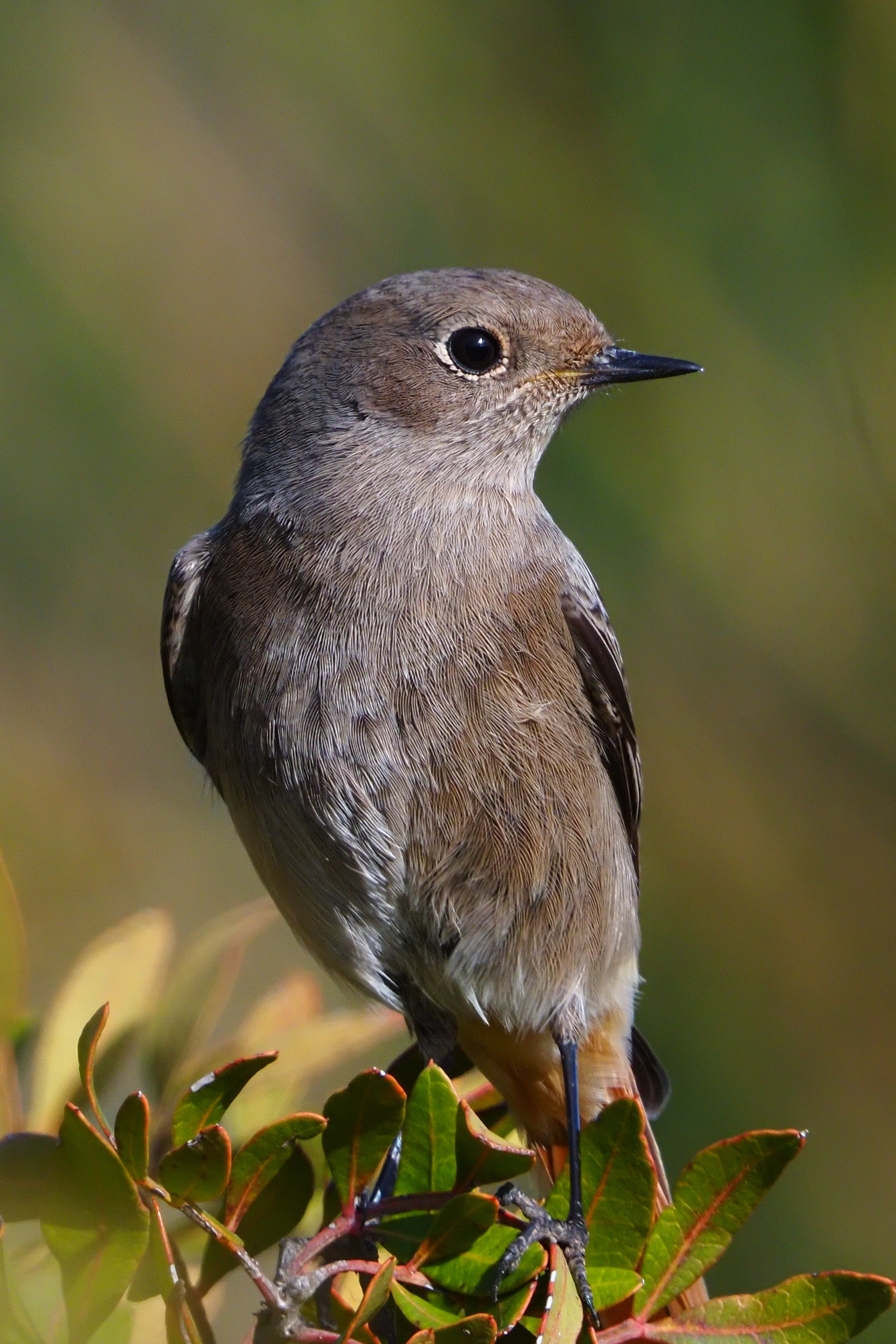
Femella de cotxa fumada fotografiada a Castelldefels
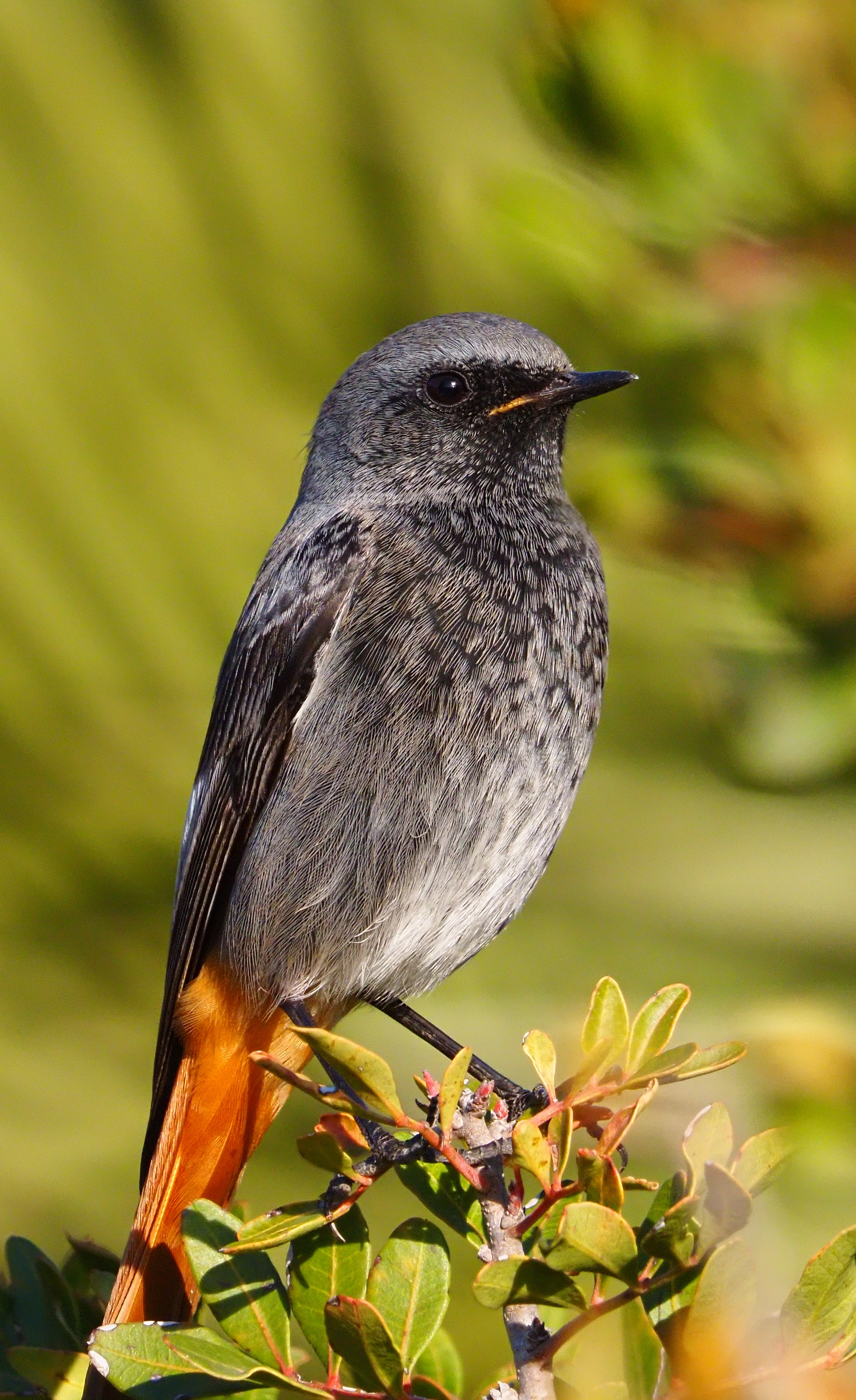
Mascle de cotxa fumada fotografiat a Castelldefels
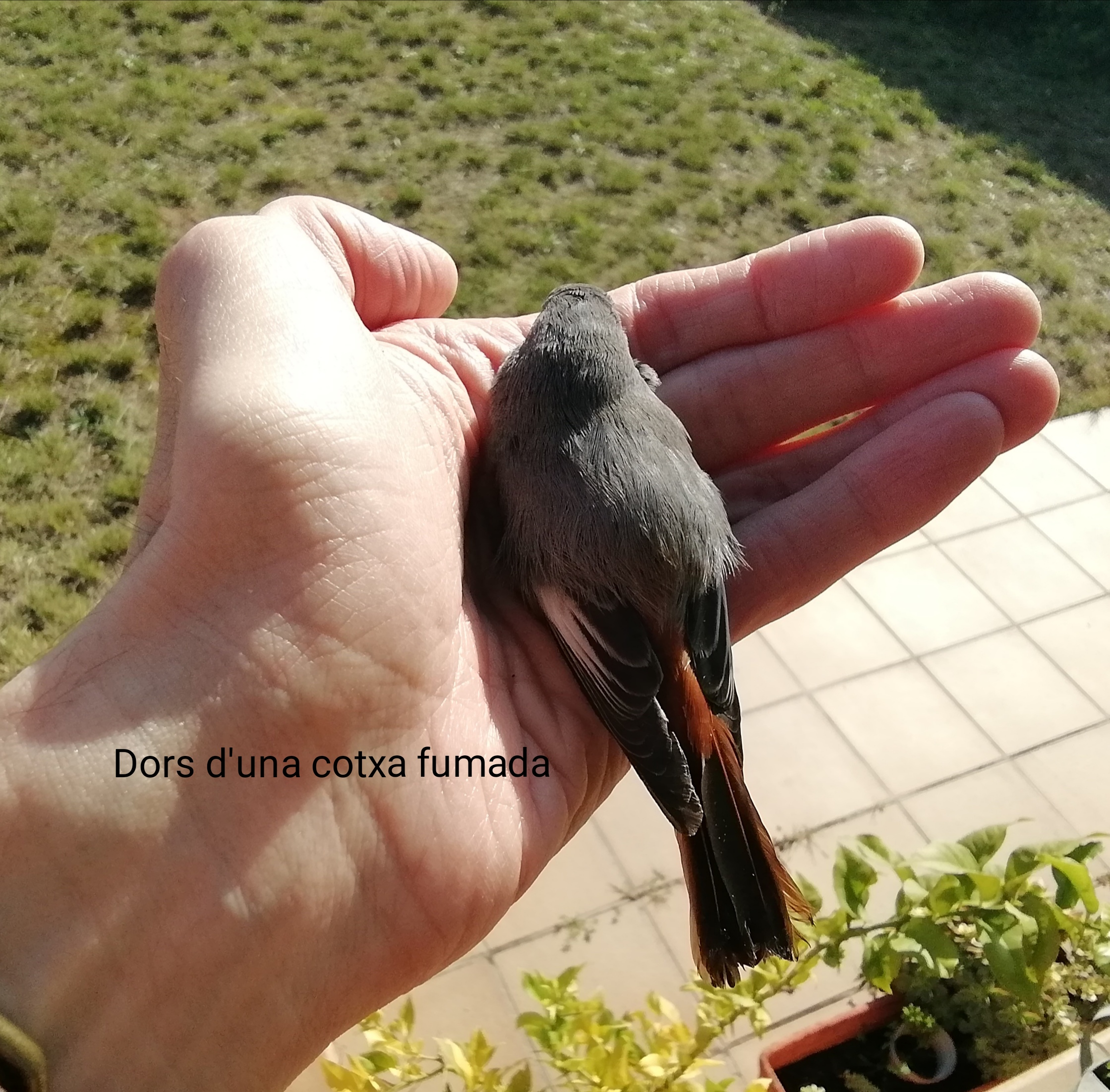
Dors d'una cotxa fumada mascle